# Minamoto

Symbolen, (mon) för Minamoto-klanen.

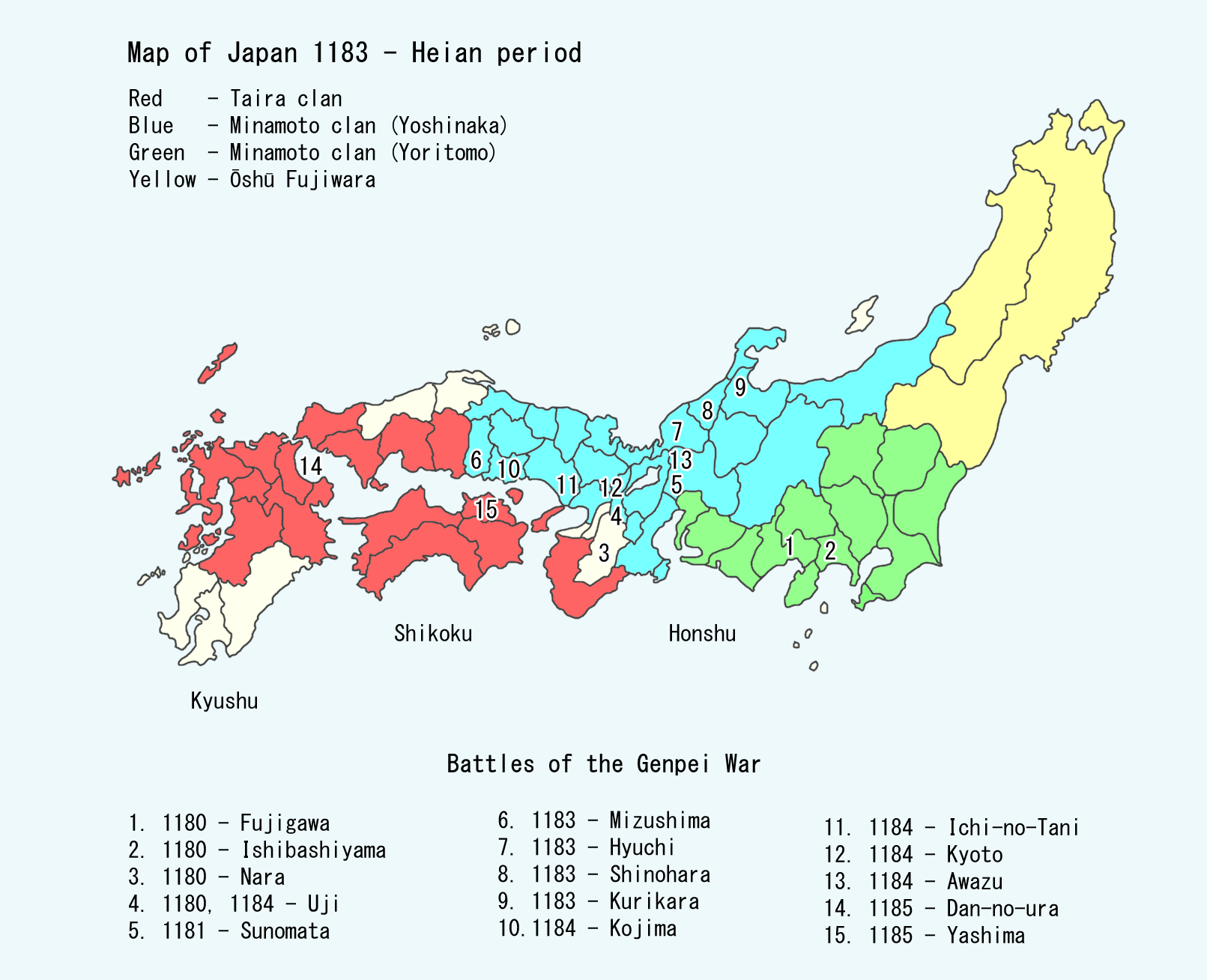
Domänen för Minamoto-klanen i Japan (1183)

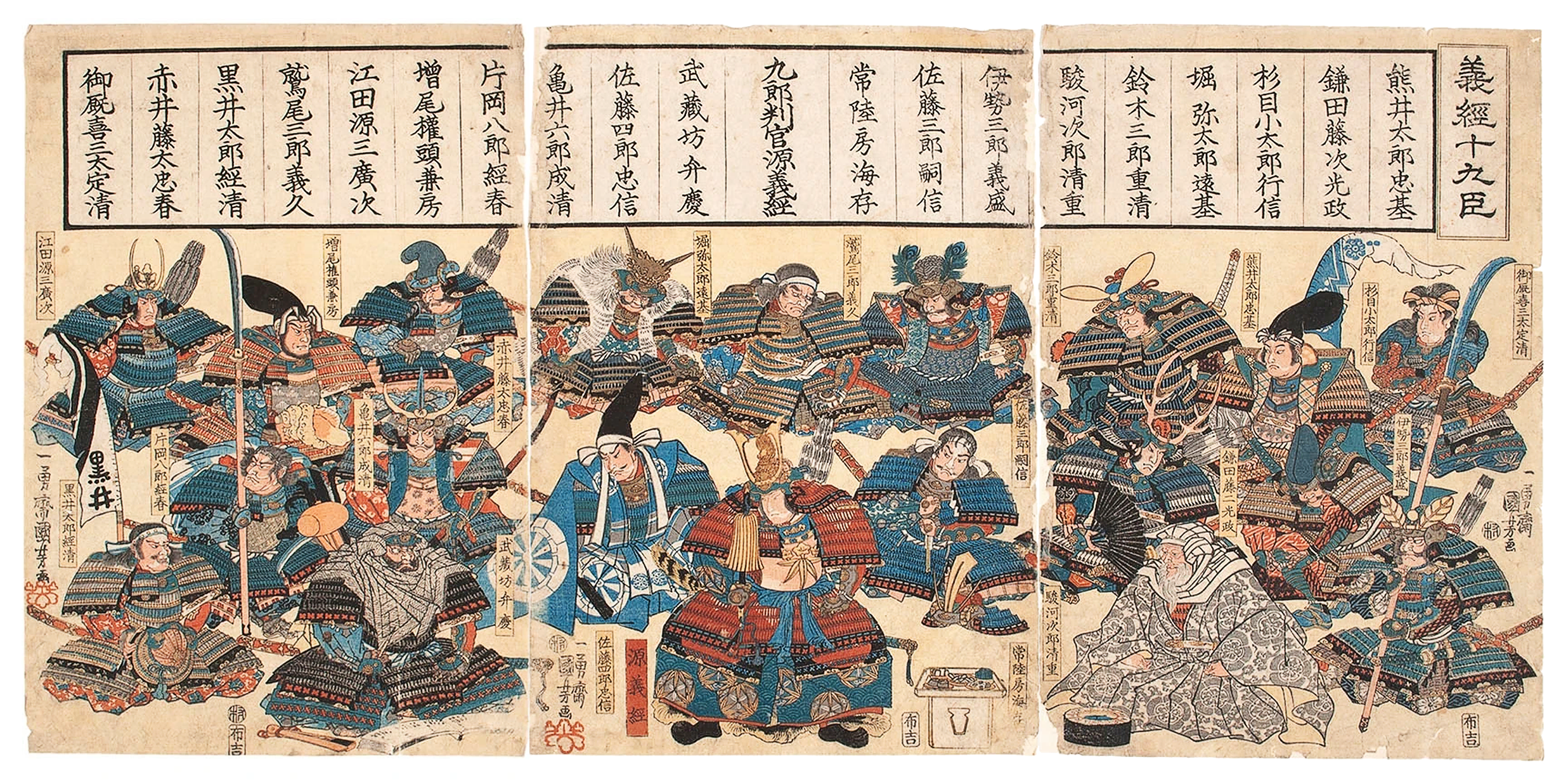
Minamoto-klanens släktforskning, Ukiyo-e av Utagawa Kuniyoshi

Minamoto var en japansk familj och klan i krigaradeln (buke) vars namn även kan utläsas med det sinojapanska uttalet Genji.  Namnet erhölls från kejsaren, ett bruk som var vanligt under Heian-perioden (794–1185 e. Kr), men även praktiserades under Sengoku-perioden. Taira-klanen var en annan, rivaliserande klan, som erhöll sitt namn på samma sätt. Minamoto-klanen kallades också Genji',源氏, med japanskt uttal av de kinesiska tecknen för Minamoto (gen) och familj (ji).
Minamoto var en av fyra japanska klaner som dominerade den japanska politiken under Heian-perioden. De andra tre var Fujiwara-klanen, Taira-klanen och Tachibana-klanen.

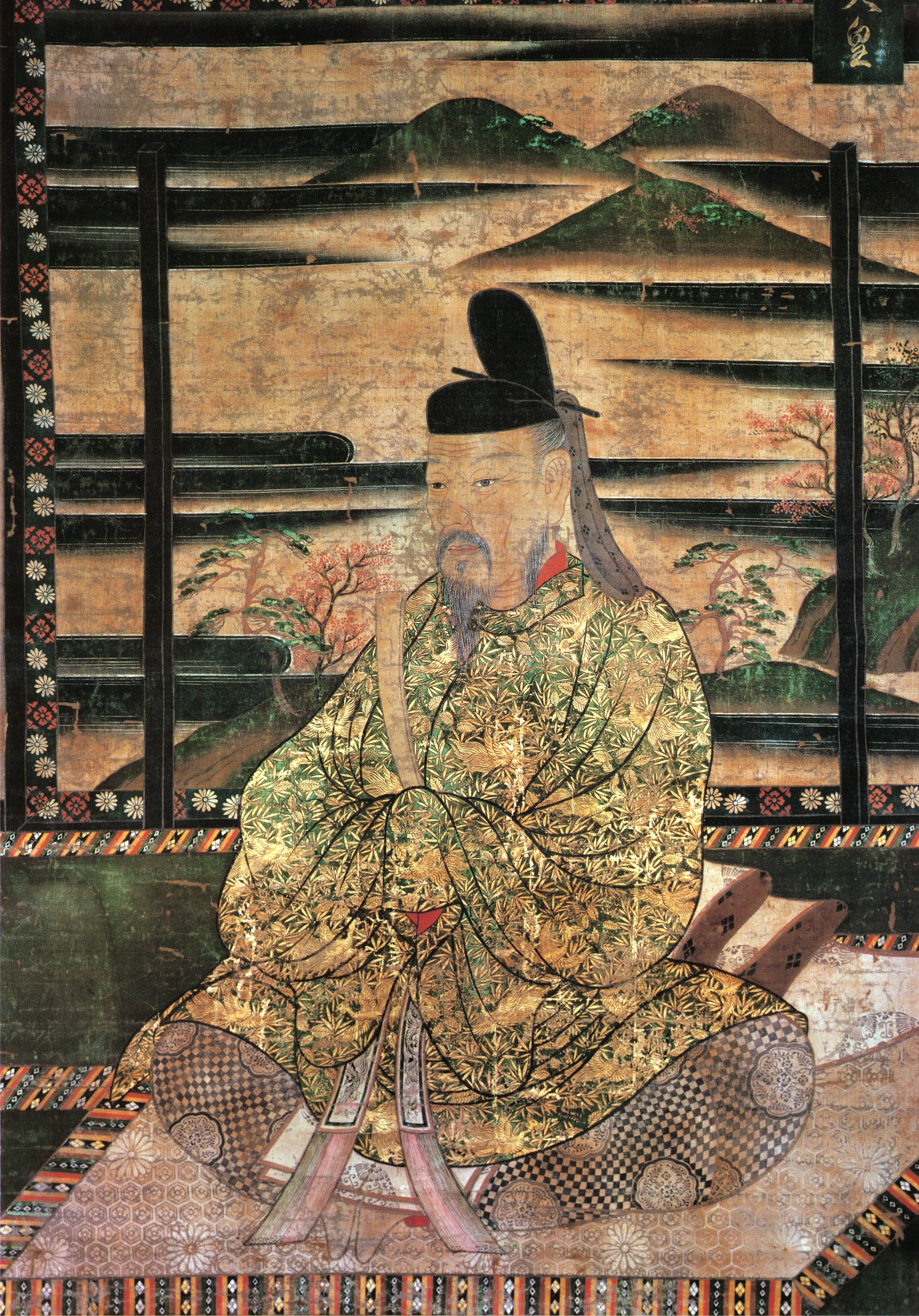
Kejsare Saga.

Den förste kejsaren att ge efternamnet Minamoto var kejsar Saga, född 785, död 842, som ska ha haft 49 barn, vilket gav det kejserliga hushållet betydande utgifter. För att lätta på det ekonomiska trycket lät han många av barnen bli ädlingar i stället för kungligheter. Han valde ordet minamoto (I betydelsen "ursprung") för att betona att den nya klanen delade ursprung med den kejserliga familjen. Flera därpå följande kejsare följde Sagas exempel och gav sina söner och döttrar namnet Minamoto, bland andra Seiwa, Murakami, Uda och Daigo.
Den förste att få namnet Minamoto ska ha varit Minamoto no Makoto (född 810, död 868), den sjunde sonen till kejsar Saga.
Den mest framstående av de många Minamoto-familjerna var Seiwa Genji, som stammade från Minamoto no Tsunemoto, född 917, död 961, sonson till den 56:e kejsaren, Seiwa.
Minamoto-klanen kom att få sitt högsäte i Kamakura i Kanto-regionen. År 1185 erövrade Minamoto no Yoritomo makten i Japan, efter det fem år långa Genpei-kriget och 1192 utnämndes han av kejsaren till sei'i taishōgun (förkortat shogun).